# Cephalozia lacinulata
Cephalozia lacinulata là một loài rêu tản trong họ Cephaloziaceae. Loài này được (J.B. Jack ex Gottsche & Rabenh.) Spruce miêu tả khoa học lần đầu tiên năm 1882.